# Nguyễn Phúc Bửu Hội
Nguyễn Phúc Bửu Hội (1915 – 28 tháng 1 năm 1972) là nhà ngoại giao và nhà khoa học Việt Nam.

## Tiểu sử
Nguyễn Phúc Bửu Hội quê quán ở Huế. Thân phụ của ông là cụ Ưng Úy (1889 – 1970), là cựu Thượng thư dưới thời Bảo Đại. Ưng Úy là con của tri huyện Hương Trà Nguyễn Phúc Hồng Thi và là cháu nội của Tuy Lý vương Miên Trinh. Cụ Ưng Úy từng ra chiến khu theo lời mời của Chủ tịch Hồ Chí Minh trong giai đoạn Chiến tranh Đông Dương. Ông Bửu Hội chính là là chắt của Tuy Lý vương và là cháu 5 đời của vua Minh Mạng.Mẹ ông là Hồ Thị Huyên-con gái ông Hồ Đắc Trung với bà Châu Thị Ngọc Lương.
Ông nhận bằng tiến sĩ hóa học hữu cơ và làm việc tại Trung tâm Nghiên cứu Khoa học Quốc gia Pháp. Lĩnh vực nghiên cứu của ông là tổng hợp hữu cơ, đặc biệt là tổng hợp dược phẩm. Ông đã công bố nhiều công trình khoa học ở các tạp chí hóa học danh tiếng của thế giới. Ngoài ra ông còn nghiên cứu về ung thư và năng lượng hạt nhân. Do có nhiều công lao trong nghiên cứu tổng hợp thuốc chữa bệnh ung thư, ông đã được Chính phủ Pháp tặng thưởng huân chương cao quý Bắc đẩu bội tinh hạng 3 cũng như nhiều huy chương, giải thưởng khác của Hà Lan, Mỹ, Pháp.
Trong suốt thập niên 1960, ông được Chính phủ Việt Nam Cộng hòa bổ nhiệm làm Đại sứ đặc mệnh toàn quyền tại Maroc, Bờ Biển Ngà, Nigeria, Senegal và Thượng Volta, và ông thường trú tại Rabat. Nhưng sau cuộc khủng hoảng Phật giáo năm 1963, Bửu Hội quyết định từ chức đại sứ.
Nguyễn Phúc Bửu Hội qua đời vì bệnh ung thư tại tư gia ở Paris vào ngày 28 tháng 1 năm 1972.